# Potlatch (Idaho)
Potlatch é uma cidade localizada no estado americano de Idaho, no Condado de Latah.

## Demografia
Segundo o censo americano de 2000, a sua população era de 791 habitantes.
Em 2006, foi estimada uma população de 722, um decréscimo de 69 (-8.7%).

## Geografia
De acordo com o United States Census Bureau tem uma área de
0,9 km², dos quais 0,9 km² cobertos por terra e 0,0 km² cobertos por água. Potlatch localiza-se a aproximadamente 799 m acima do nível do mar.

## Localidades na vizinhança
O diagrama seguinte representa as localidades num raio de 24 km ao redor de Potlatch.